# SuperSanremo 1992
SuperSanremo 1992 è una compilation pubblicata dall'etichetta discografica Fonit Cetra nel febbraio 1992.
Si tratta di uno dei due album contenenti brani partecipanti al Festival di Sanremo 1992.
La raccolta, disponibile in CD e musicassetta, è composta da 2 volumi, ognuno dei quali contenente 13 brani, per un totale di 26 tracce.
In dettaglio, 14 brani sono stati presentati da artisti della sezione Campioni (i nomi sono riportati nella copertina) mentre i rimanenti 12 sono stati interpretati da artisti della sezione Nuove Proposte.

## Tracce

### CD 1
1. Gli uomini non cambiano - Mia Martini
2. Non amarmi - Aleandro Baldi e Francesca Alotta
3. Italia d'oro - Pierangelo Bertoli
4. Rumba di tango - Giorgio Faletti e Orietta Berti
5. Un altro mondo nell'universo - Giampaolo Bertuzzi
6. Pitzinnos in sa gherra - Tazenda
7. Perché - Fausto Leali
8. Brutta - Alessandro Canino
9. Favola blues - Peppino Di Capri e Pietra Montecorvino
10. Uomo allo specchio - Massimo Modugno
11. Strade di Roma - Michele Zarrillo
12. Zitti zitti (il silenzio è d'oro) - Aeroplanitaliani
13. Un frammento rosa - Formula 3

### CD 2
1. Ti penso - Massimo Ranieri
2. Sai cosa sento per te - Tomato
3. Pe' dispietto - Nuova Compagnia di Canto Popolare
4. Che ne sai della notte - Lorenzo Zecchino
5. Quelli come noi - New Trolls
6. Principessa scalza - Andrea Monteforte
7. Come una Turandot - Irene Fargo
8. Un uomo in più - Drupi
9. Piccola Africa - Stefano Polo
10. Ma ti sei chiesto mai - Mino Reitano
11. Io ti darò - Paolo Mengoli
12. Amica di scuola - Patrizia Bulgari
13. Io scappo via - Aida Satta Flores